# Hankou Seimeibun
Hankou Seimeibun (犯行声明文) é o quarto EP da banda japonesa de rock The Gazette, lançado em 1 de outubro de 2003. Alcançou o 62° lugar na Oricon Albums Chart, vendendo 4,852 cópias nas primeiras duas semanas.

## Promoção e lançamento
O EP foi anunciado alguns dias antes do lançamento do anterior, Spermargarita. A primeira edição foi limitada a 10 mil cópias e embalada em um encarte especial, a última faixa Hankou Seimeibun (犯行声明文) só é encontrada nesta primeira edição de 2003.
Hankou Seimeibun foi relançado em 3 de maio de 2006 e em 1 de março de 2010.
O portal visual kei Visunavi descreveu as quatro faixas em análise ao álbum. "DIS", a primeira, é uma música rap. "Red Motel" foi descrita como rock em ritmo acelerado. A terceira, "The Murder's TV" contém a letra inteiramente em inglês, além de um ritmo pesado. A última, "Kore de yokattan desu…" (これで良かったんです), é uma música triste porém acelerada.

## Faixas
| N.º            | Título                                               | Duração |  |
| 1.             | "DIS"                                                | 4:17    |  |
| 2.             | "Red MoteL"                                          | 4:09    |  |
| 3.             | "THE MURDER'S TV"                                    | 4:30    |  |
| 4.             | "Kore de yokattan desu…" (「これで良かったんです…」) | 5:22    |  |
| 5.             | "Hankou Seimeibun" (犯行声明文)                      | 0:43    |  |
| Duração total: | Duração total:                                       | 19:03   |  |

## Créditos
- Ruki – vocais
- Uruha – guitarra solo
- Aoi – guitarra rítmica
- Reita – baixo
- Kai – bateria